# Торгівля скам'янілостями

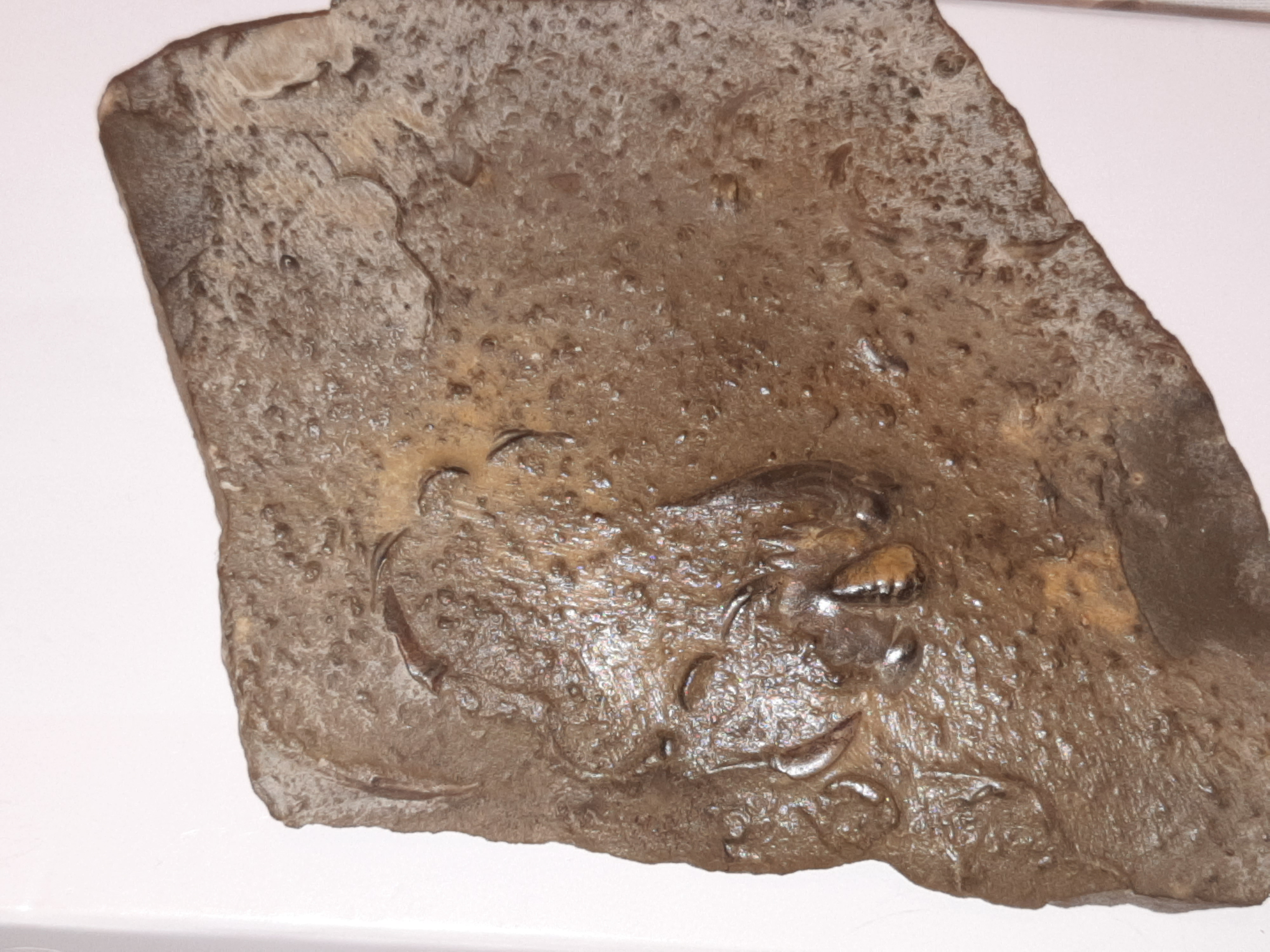
Скам'янілий екзоскелет трилобіта, Китай. Приклад скам’янілості, легально придбаної на ринку збуту

Торгівля скам'янілостями (англ. fossil trade) — продаж та покупка скам'янілостей. Іноді це робиться незаконно з викраденими скам'янілостями, завдяки чому щороку втрачаються важливі наукові зразки. Така торгівля є прибутковою, і багато знаменитостей колекціонують скам'янілості.
Торгівля скам’янілостями викликає критику з боку багатьох палеонтологів, які вважають, що приватна власність на скам’янілості завдає шкоди науці.

## Історія

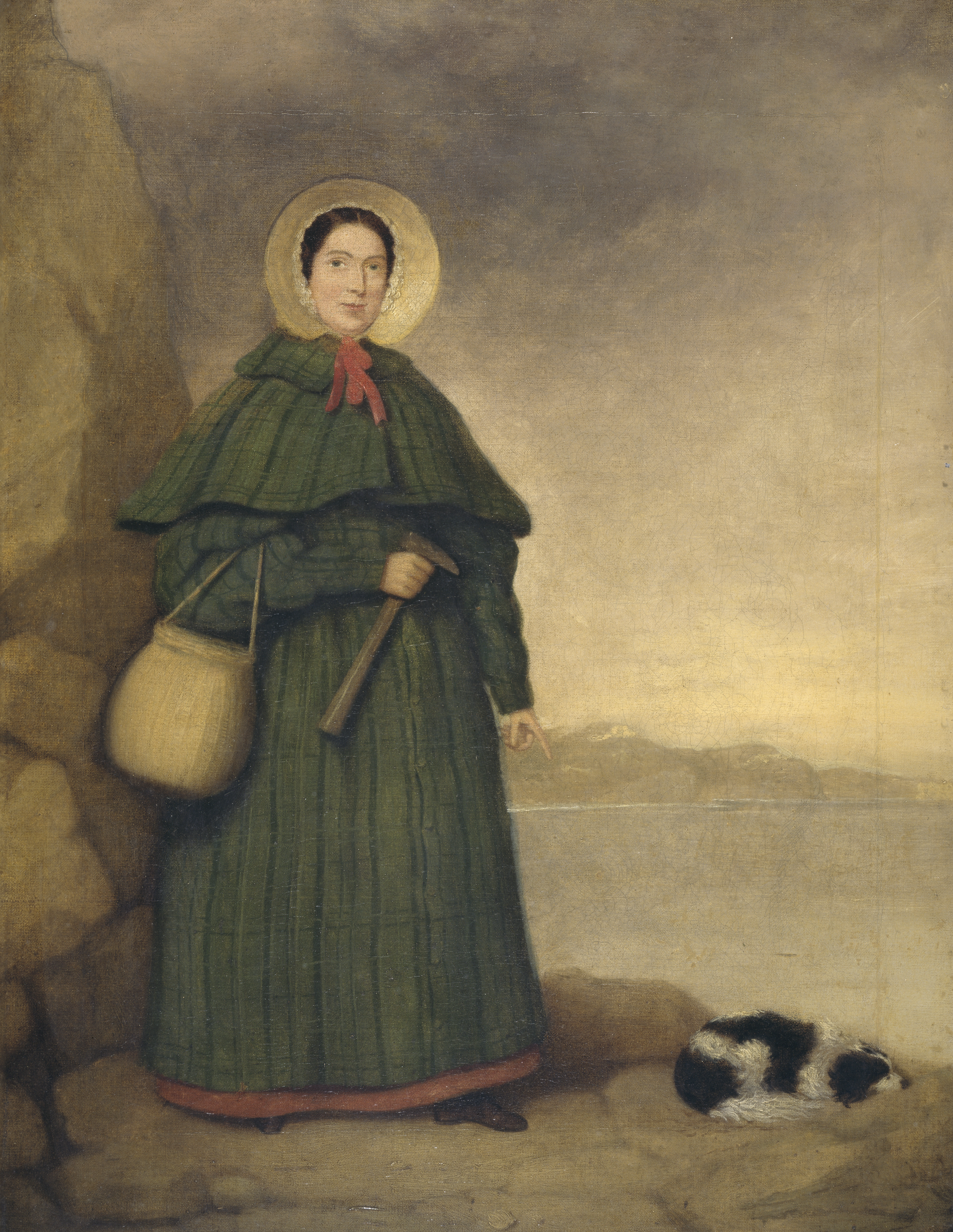
Мері Еннінг, відомий колекціонер і продавець скам'янілостей

Вважається, що аукціон скелета тиранозавра, відомого як Сью в 1997 році за 8,3 мільйона доларів, викликав підвищений інтерес до торгівлі фосиліями. За словами керівника відділу науки та природної історії Крістіз, Джеймса Гіслопа, ринок збуту скам'янілостей стабільно зростає з 2007 року. Завдяки зростанню обізнаності про прибутковість скам'янілостей багато землевласників стали неохоче співпрацювати з науковцями, воліючи замість цього пропонувати права на дослідження тому, хто запропонує найвищу ціну.
Міжнародна торгівля скам’янілостями задля використання в альтернативній медицині, які зазвичай називають «кістками драконів», станом на 2010 рік становила 700 мільйонів доларів США щорічно.
Браконьєрство скамянілостей поширене у Монголії. За п'ять років імміграційна та митна служба США вилучила контрабандні фосилії на 44 мільйони доларів. Скам'янілості з Монголії та Китаю, які заборонено експортувати, часто видають за фосилії з Центральної Азії.
Продавані скам’янілості часто складаються з кількох зразків, не обов’язково від одного виду, об’єднаних, щоб виглядати як один скелет.

## Законність
У Сполучених Штатах законно продавати скам'янілості, зібрані на приватних землях. У Монголії експорт скам'янілостей є незаконним.
Бразилія розглядає всі скам'янілості як федеральну власність і забороняє торгівлю ними з 1942 року. У 1990 році був заборонений вивіз голотипів та інших скам'янілостей, що становлять національний інтерес без дозволу від Міністерства науки, технологій та інновацій.

### Етичні конфлікти
Товариство палеонтології хребетних, міжнародна асоціація професійних та любителів хребетних палеонтологів, вважає, що науково важливі скам'янілості — особливо, але не тільки ті, що знайдені на державних землях — повинні зберігатися у вічному суспільному надбанні, бажано в музеях або науково-дослідних установах, де вони можуть приносити користь науковому співтовариству в цілому, а також майбутнім поколінням. Багато комерційних колекціонерів і дилерів скам'янілостей вважають, що така політика порушує їхні права. Також висувається аргумент, що насьогодні професійних палеонтологів занадто мало, щоб збирати та зберігати скам'янілості, які піддаються впливу стихії, і тому необхідно дозволити приватним особам збирати їх заради їхнього збереження.

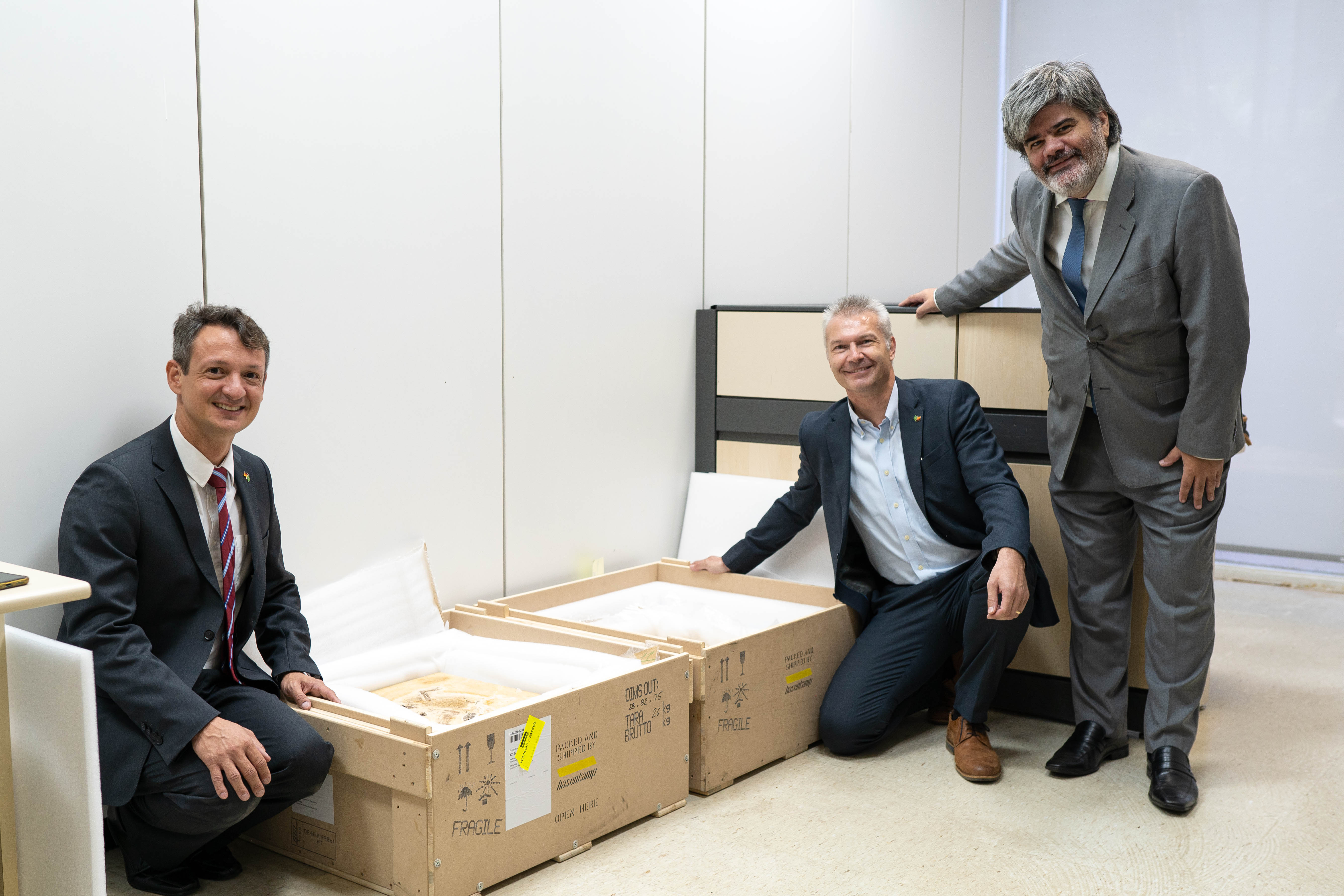
Повернення зразка Ubirajara jubatus у 2023 році

Нелегальний експорт скам'янілостей все частіше викликає критику, розглядаючись як форма наукового колоніалізму. Як наслідок ряд скам'янілостей було репатрійовано країнами їхнього походження. Зокрема, скам'янілість Ubirajara jubatus, незаконно вивезена з Бразилії та передана на зберігання до німецького музею, була описана групою німецьких вчених. Їхня стаття була відкликана, а скам'янілість повернута до Бразилії. Крім того, деякі з цих скам'янілостей є певною мірою химерними підробками або можуть нести менше інформації про своє точне походження, ніж скам'янілості, видобуті відповідно до закону. Опис скам'янілості черепахи, знайденої у Швейцарії у 2023 році, виявив, що кістки представляли два різних роди, Santanachelys і Araripemys, а також неідентифіковані фрагменти. Такі підробки можуть полегшити продаж скам'янілостей туристам і навіть науковцям, не навченим їх ідентифікувати.

## Визначні інциденти

Митники США з конфіскованим скелетом тарбозавра в травні 2013 року

Підроблений зразок, що складався з частин справжніх скам'янілостей янорніса і мікрораптора, отриманий музеєм через ринок скам'янілостей, спочатку інтерпретувався в 1999 році як «проміжна ланка» між динозаврами та птахами під назвою «археораптор», але був визнаний містифікацією ще до того, як був офіційно опублікований в науковому журналі.
Скелет тиранозавра на прізвисько «Стен» продали на аукціоні у 2020 році за рекордну ціну — 31,8 мільйона доларів.
Череп родича тиранозавра — тарбозавра, незаконно вивезений з Монголії, був придбаний актором Ніколасом Кейджем за $276 000 у 2007 році. Коли з ним зв'язалася американська влада, Кейдж добровільно передав зразок для репатріації в Монголію.
Контрабандний скелет Tarbosaurus bataar, якого також називають Tyrannosaurus bataar, був предметом речової справи «Сполучені Штати проти одного скелета Tyrannosaurus Bataar». Скам'янілість була виставлена на аукціон у Сполучених Штатах і повернута до Монголії у 2013 році.
Голотипний зразок гальшкараптора був отриманий через ринок скам'янілостей у 2011 році. Через його походження деякі вчені спочатку висловили занепокоєння, що він був підробкою, але аналіз показав, що зразок був автентичним.
18 липня 2024 року стегозавр «Апекс» був проданий на аукціоні за 44 600 000 доларів. Він був проданий в одинадцять разів дорожче очікуваної ціни американському мільярдерові-фінансисту Кеннету Гріффіну і став найдорожчою скам'янілістю з усіх коли-небудь проданих.